# Назарово (Пушкинский район)
Назарово — деревня в Пушкинском городском округе Московской области России, входит в состав сельского поселения Царёвское. Население — 107 чел. (2010).

## География
Расположена на севере Московской области, в восточной части Пушкинского района, примерно в 15 км к северо-востоку от центра города Пушкино и 30 км от Московской кольцевой автодороги, на реке Прорванихе бассейна Клязьмы.
К деревне приписано 4 садоводческих товарищества. В 5 км к западу — Ярославское шоссе М8, в 1 км к югу — Московское малое кольцо А107, в 8 км к западу проходит линия Ярославского направления Московской железной дороги. Ближайшие населённые пункты — деревни Введенское, Ивошино и Останкино.

## Население
| 1859 | 1890 | 1899 | 1926 | 2002 | 2006 | 2010 |
| ---- | ---- | ---- | ---- | ---- | ---- | ---- |
| 89   | ↗108 | ↗112 | ↗158 | ↘117 | ↗124 | ↘107 |

## История
Поселение в 200 м к югу от современной деревни Назарово известно с XIII века (селище Назарово-2). При раскопках летом 2012 года здесь была обнаружена сковорода времен татаро-монгольского нашествия.
В «Списке населённых мест» 1862 года — владельческая деревня 1-го стана Дмитровского уезда Московской губернии по левую сторону Московско-Ярославского шоссе (из Ярославля в Москву), в 45 верстах от уездного города и 24 верстах от становой квартиры, при пруде, с 13 дворами и 89 жителями (42 мужчины, 47 женщин).
По данным на 1899 год — деревня Богословской волости Дмитровского уезда с 112 жителями.
В 1913 году — 22 двора.
По материалам Всесоюзной переписи населения 1926 года — деревня Введенского сельсовета Путиловской волости Сергиевского уезда Московской губернии в 1,1 км от Вознесенского шоссе и 8,5 км от станции Софрино Северной железной дороги, проживало 158 жителей (82 мужчины, 76 женщин), насчитывалось 32 хозяйства, из которых 30 крестьянских.
С 1929 года — населённый пункт в составе Пушкинского района Московского округа Московской области. Постановлением ЦИК и СНК от 23 июля 1930 года округа как административно-территориальные единицы были ликвидированы.
Административная принадлежность
1929—1952, 1962—1963, 1965—1994 гг. — деревня Царёвского сельсовета Пушкинского района.
1952—1957 гг. — деревня Жуковского сельсовета Пушкинского района.
1957—1960 гг. — деревня Жуковского сельсовета Мытищинского района.
1960—1962 гг. — деревня Жуковского (до 20.08.1960) и Царёвского сельсоветов Калининградского района.
1963—1965 гг. — деревня Царёвского сельсовета Мытищинского укрупнённого сельского района.
1994—2006 гг. — деревня Царёвского сельского округа Пушкинского района.
С 2006 года — деревня сельского поселения Царёвское Пушкинского муниципального района Московской области.